# Satyrium mirabilis
Satyrium mirabilis is een vlinder uit de familie van de Lycaenidae. De wetenschappelijke naam van de soort werd als Thecla mirabilis in 1874 gepubliceerd door Nicolas Grigorevich Erschoff.